# Ралф Басет (3-ти барон Басет от Дрейтън)
Ралф Басет (на английски: Ralph Basset) (1335 – 1390) е третия барон на Дрейтън от Дом Басет. Той е английски рицар, участник в Стогодишната война и кръстоносния поход на граф Амадей VI Савойски. Кавалер на Ордена на жартиерата.
Ралф Басет е роден на 30 ноември 1334 в Дрейтън, Стафордшър, Англия. Той е син на Ралф Басет и Алис Одли, дъщеря на Никълас, 1-ви барон на Одли. Баща му умира рано, така че Ралф-младши наследява родовото владение и титла от дядо си – Ралф Басет, 2-ри барон Басет. Това се случва около 1343 г., когато младият барон е едва на осем или девет години. Басет започва рано военната си кариера. Според различни източници той участва в битката при Креси (1346 г.), в обсадата на Кале (1346 г. – 1347 г.) и под командването на Едуард, Черния принц се сражава при Бордо и Поатие през 1356 г. След завръщането си в Англия Басет е поканен в Камара на лордовете. През 1361 г. извършва поклонническо пътуване до Йерусалим, а след това отново се сражава в различни кампании срещу французите в Аквитания (1365, 1366, 1368, 1372 – 1373 и 1377 – 1378 г). В началото на 1366 г. Басет заедно с гасконския рицар Флоримон дьо Леспар се включва в похода на Амадей VI Савойски за отвоюване на християнските земи от султан Мурад I. През август 1366 г. Басет и Леспар, които ръководят един от трите отряда на кръстоносната армия участват в щурма на крепостта Галиполи и „се бият като лъвове“ с турците, а през октомври участват в обсадата на Месемврия в България. Скоро след завръщането си от кръстоносния поход, Ралф е поканен да се присъедини към Ордена на Жартиерата, на мястото на Лайънъл Антверпенски. Басет умира през 1390 г. и е погребан в катедралата в Личфийлд.

## Семейство
Ралф Басет се жени два пъти.
- Първата му съпруга е Жана дьо Бошан. Дъщеря на Томас дьо Бошан, 1-ви граф на Уорик, и Катрин Мортимър. От този брак се ражда дъщеря на име Жана.
- Втората му съпруга е Жана дьо Монфор (1341 – 1403), сестра на Жан V де Монфор. Дъщеря на херцога на Бретон Жан IV дьо Монфор (1295 – 1345) и Жана Дампиер (Фландърска), херцогиня на Бретон, известна под името „Жана Пламенната“ (1295 – 1374). Вторият брак на Ралф Басет е бездетен.